# Babylon A.D.
Babylon A.D. ist ein französischer Spielfilm von Mathieu Kassovitz aus dem Jahr 2008. Der Film beruht auf dem Roman Babylon Babies des französischen Schriftstellers Maurice G. Dantec. In den Hauptrollen sind Vin Diesel, Michelle Yeoh und Mélanie Thierry zu sehen. Der Film startete am 11. September 2008 in den deutschen Kinos.

## Handlung
Osteuropa in einer dystopischen „nahen Zukunft“ (laut Internet Movie Database ist die Handlung vermutlich in die späten 2020er oder beginnenden 2030er Jahre gelegt zu sehen): Der Söldner Toorop erhält von Mafiaboss Gorsky den Auftrag, eine junge Frau nach New York zu schmuggeln. Als Bezahlung winken dem kriegsmüden Einzelkämpfer eine halbe Million US-Dollar, eine neue Identität für die UN-Zone und somit ein ruhigeres Leben.
Vom Kloster der weltweit einflussreichen Sekte der Noeliten aus fährt er mit der Nonne Rebecca und ihrem Schützling Aurora für die weitere Reise zu einem Bahnhof. Ab hier lässt Aurora ihre Fähigkeiten erahnen. Sie weiß, dass die in Käfigen auf ihren Abtransport wartenden Raubtiere nur mehr Klone sind, und sie flieht rechtzeitig vor einer Explosion aus der Warteschlange vor der Bahnhofshalle. Im Zug spricht sie Fremde in deren Sprache an – Rebecca erzählt Toorop später, dass Aurora seit ihrem zweiten Lebensjahr 19 Sprachen fließend spricht, ohne diese gelernt zu haben. Am Endpunkt der Zugfahrt sucht Toorop einen befreundeten Schleuser auf, der ihnen den Weg über die Beringstraße ermöglichen soll. Mehrere Söldner überfallen sie dort und möchten Aurora laut ihrer Aussage zu ihrem Vater bringen. Obwohl Aurora letztlich freiwillig gefolgt wäre, hält Toorop sie mit Gewalt zurück.
Am nächsten Tag begibt sich eine große Schar Flüchtlinge zu einem wartenden U-Boot, um über die Beringstraße gebracht zu werden. Als zu viele Flüchtlinge in das Gefährt drängen wollen, gibt der Kapitän den Befehl zum Abtauchen. Aurora gerät wegen der Zurückbleibenden, die im eisigen Wasser ertrinken, in Raserei, bringt das U-Boot kurzzeitig in ihre Gewalt und leitet eigenhändig den Auftauchvorgang ein. Selbst Rebecca kann die Fähigkeiten ihres Schützlings nicht erklären. Nach der Überfahrt durchquert die Gruppe Alaska auf zwei Motorschlitten und nähert sich der 15-Meilen-Todeszone. Diese wird von bewaffneten Drohnen bewacht, die jedes Lebewesen ohne Warnung töten. Mit Mühe überqueren die Flüchtenden das Gebiet. Am Abend verarztet Aurora den verwundeten Toorop und amüsiert sich darüber, wie ein ansonsten selbstbewusst und stark auftretender Söldner beim Nähen einer Wunde „wie ein Baby“ jammern kann. In das Gelächter hinein sagt sie plötzlich, sie würden alle drei in New York sterben. Am späteren Abend fragt sie Toorop nach dem von ihr belauschten Gespräch auf dem U-Boot, nach dem er sie töten und verbrennen werde, sollte sie ein Virus in sich tragen und sich somit als lebende Bombe erweisen, die in den amerikanischen Bereich geschmuggelt werden soll.
Einen Tag später ist die Gruppe in der Zivilisation angekommen. Toorop injiziert sich im Badezimmer eines Hotels die neue Identität in seinen Blutkreislauf, ohne zu wissen, dass diese zugleich wie ein Peilsender wirkt. Als Aurora auftaucht, küssen sich die beiden beinahe, halten jedoch inne, als Rebecca zur Tür hereinkommt. Nach der Ankunft in New York werden die drei Flüchtlinge von einem Arzt der Sekte aufgesucht, der Aurora drei Monate zuvor im Kloster untersucht hat und auch jetzt einen Test an ihr durchführt. Nach seinem Weggang verkündet Aurora, trotz ihrer Jungfräulichkeit mit Zwillingen schwanger zu sein. Rebecca kann bestätigen, dass es keinen Mann in Auroras Leben gegeben hat.
Als vor dem Hotel Anhänger der Noeliten und Söldner von Gorsky eintreffen, beginnt die Übergabe von Aurora an die Sekte. Sie lässt es geschehen, doch als Toorop die Übergabe im letzten Moment verweigert, dankt sie ihm dafür. Im anschließenden Schusswechsel kommt Rebecca ums Leben. Als eine auf Toorops neue Identität programmierte Rakete abgefeuert wird, erschießt ihn Aurora mit den Worten: „Ich will, dass du lebst!“ Die Rakete verfehlt ihr nun totes Ziel und explodiert an einer Art Schutzschild Auroras.
Als Toorop wieder erwacht, sind zahlreiche seiner Körperteile durch mechanische ersetzt. Von den Toten auferweckt hat ihn ein Mann, der sich als der Vater von Aurora bezeichnet und Toorop ihre Entstehung erklärt. Während die Maschinen und die künstliche Intelligenz sich in den letzten Jahrzehnten rasant weiterentwickelt haben, sei die Entwicklung des Menschen stehen geblieben. So habe er in Zusammenarbeit mit den Noeliten einen Menschen erschaffen, der das Wissen der Menschheit und weitere Fähigkeiten bereits von Geburt an in sich trägt. Dieser Mensch ist Aurora. Die in ihr wachsenden Zwillinge hingegen seien die nächste Generation dieser Entwicklung, die es vor der medialen Ausschlachtung durch die Noeliten zu bewahren gilt. Für die einflussreiche Sekte ist Aurora eine Art Messias, mit deren Hilfe sich ihre Religion und damit ihre Macht weiter verbreiten kann. Die Hohepriesterin der Sekte, die sich auch als Mutter Auroras sieht, setzt daher alles daran, sie in ihre Gewalt zu bekommen. Gorsky wird von ihr mit einer Atomrakete getötet, Auroras „Vater“ von ihr erschossen, nachdem er ihre Frage, ob er bereit wäre, für seine Schöpfung zu sterben, bejaht.
Toorop findet Aurora in seinem alten Zuhause mitten in den Wäldern. Kurz darauf fällt sie ins Koma und erwacht erst wieder kurz vor der Geburt der Zwillinge an einem sicheren Ort. Wie in ihren Genen programmiert, stirbt sie bei der Geburt – ihre Aufgabe ist damit erfüllt. Zuvor bestimmt sie Toorop zum Vater der Kinder.

## Rollen

### Toorop
Hugo Cornelius Toorop ist ein erfahrener Söldner mit düsterer Weltanschauung. Ungeachtet seiner zweifellos turbulenten Vergangenheit hält er an seinem eigenen (Überlebens)-Kodex fest, den er jedoch im Verlauf der Handlung ablegt, indem er für Aurora Partei ergreift und diese beschützt. Um wieder zurück in die USA zu gelangen und unbehelligt von der Justiz (auf deren Fahndungslisten er steht) zu leben, geht er einen Deal mit Gorsky ein. Er hat umfangreiche Kenntnisse im Umgang mit Waffen sowie strategischen Taktiken und verliert
auch in undurchschaubaren Situationen nicht den Überblick. Dabei behält er stets seine Umgebung im Auge, plant im Voraus und versucht z. B. durch das „Verkleiden“ von Aurora unnötige Aufmerksamkeit zu vermeiden. Um seinen Auftrag erfüllen zu können, nimmt er den Tod anderer
bereitwillig in Kauf und geht dabei mit großer Brutalität gegen seine Widersacher vor.
Diese Haltung ist das genaue Gegenstück zu der von Aurora, die unter keinen Umständen möchte, dass anderen ihretwegen Schaden zugefügt wird. Im Verlauf der Handlung entwickelt er romantische Gefühle für Aurora und verzichtet zu ihrem Wohl auf den ersehnten Neuanfang, der ihm von Gorsky bei Erfüllung des Auftrags zugesichert wurde. Nach seiner Wiederbelebung durch Dr. Darquandier klärt dieser ihn über Auroras Geschichte auf. Nachdem er von Darquandier erfahren hat, dass Aurora lebt und alles geplant hat, entschließt sich Toorop, nach Aurora zu suchen und weiter für ihren Schutz zu sorgen.

### Schwester Rebecca
Sie ist anfänglich die einzige Bezugsperson von Aurora, für die sie mütterliche Gefühle hegt. Der Schutz Auroras und ihr Wohlergehen haben für sie Priorität. Da sie sich schon um Aurora gesorgt hat, als diese noch ein Baby war, ist sie über die Charakterzüge und ihre „besonderen Eigenschaften“ im Bilde und zeigt daher kein Erstaunen über deren Fähigkeiten. Mit ihrer Verbindung zu Aurora gelingt es ihr mehrfach, diese in ungewohnten Stresssituationen zu beruhigen. Rebecca ist gläubige und treue Anhängerin der Noeliten. Auch der bevorstehende Verlust von Aurora bei deren Übergabe in New York (wie von der Sektenführung angeordnet) lässt sie nicht von ihrer Loyalität abrücken. Dennoch wendet sie sich zum Ende der Handlung hin gegen die Sektenführung und hilft Aurora bei deren Flucht, bei der sie jedoch selbst stirbt. Paradoxerweise verfügt sie als Schwester über gute Nahkampf-Fähigkeiten, die ihr bei der Verteidigung von Aurora nützlich sind. Eine Andeutung hierauf liefert sie in einem Dialog mit Toorop zu Beginn des Films: „Nur weil wir friedfertig sind, sind wir noch lange nicht schwach.“

### Aurora
Ist eine unscheinbare und ruhige Frau, die von Dr. Darquandier im Auftrag der Noeliten künstlich geschaffen wurde. In ihrer Erinnerung ist somit „das gesamte Wissen der Menschheit“ eingepflanzt. Schon als Fötus lernte Aurora, „Informationen wie ein Computer“ zu verarbeiten. Zusätzlich finden sich im Film Anzeichen für empathische („Ich kann fühlen wie sie ertrinken! Ich kann fühlen, wie sie sterben!“), präkognitive („Wir werden alle in New York sterben.“, „Ich will, dass du lebst!“), telepathische („Sie sind ein böser Mann.“) und psychokinetische Fähigkeiten. Mit Ausnahme ihrer Namenserklärung gibt sie während des Films keine Informationen
über sich selbst preis. Neben der Frage nach ihren Motiven bleibt ebenso unklar, wie viel sie über die Umstände ihrer Entstehung und ihre Fähigkeiten weiß. Im Gegensatz zu Toorop nimmt sie eine eher passive Haltung ein, wird aber aktiv, wenn sie sich in der Lage sieht, anderen Menschen zu helfen.
Ebenso wie Rebecca ist sie gläubige Noelitin, legt ihren Glauben jedoch kurz vor ihrer Übergabe in New York scheinbar ab. Zwar erwidert sie Toorops Gefühle, verhält sich ihm gegenüber aber dennoch verschlossen. Wohl wissend, dass Darquandier ihn später wiederbeleben wird, erschießt sie Toorop nach der missglückten Übergabe und verhindert dadurch, dass ihn eine zielsuchende Rakete trifft. Obwohl Rebecca eine Mutterrolle für Aurora darstellt, unternimmt Aurora nichts, um ihren Tod zu verhindern. Trotz der zahlreichen Sicherheitskräfte und deren starker Bewaffnung gelingt es der unbewaffneten Aurora zu entkommen. Zum Ende der Handlung vertraut sie Toorop bei ihrer Entbindung ihre Zwillinge an und stirbt.

### Dr. Darquandier
Sieht sich selbst als Vater von Aurora, weil er es war, der sie erschaffen hat. Da ihn seine Widersacher nach einem missglückten Attentat für tot halten, agiert er aus dem Verborgenen, um nicht erneut in Gefahr zu geraten. Er hält sich bei seiner Forschung nicht an bestehenden sozialgesellschaftlichen Werten auf und ist überzeugt, dass es das Richtige ist, den menschlichen Evolutionsprozess künstlich zu beschleunigen. Bei Auroras Schaffung übersieht er jedoch (oder nimmt bewusst in Kauf), dass er ihr Leben unnötigerweise verkürzt und ihr somit jede Möglichkeit nimmt, ihre Kinder aufwachsen zu sehen. Überdies isoliert er sie durch ihre Einzigartigkeit vom Rest der Menschheit.

## Drehorte
Die dreizehn Drehorte sollen laut Internet Movie Database gewesen sein:
- Kiruna, Norrbottens län/Schweden
- Narvik, Nordland, Norwegen
- Riksgränsen, Norrbottens län, Schweden
- Torneträsk, Norrbottens län, Schweden; (gefrorener See)
- Brünn, Tschechien
- Milovice, Nymburk District, Tschechien
- Poruba, Stadtteil von Ostrava, Moravskoslezský, Tschechien
- Prag, Tschechien
- Vassijaure, Norrbottens län, Schweden
- Witkowitzer Eisenwerke, Ostrava, Moravskoslezský, Tschechien
- Paris, Frankreich
- Filmstudios Barrandov, Prag
- Studios de Bry, Bry-sur-Marne, Frankreich[3]

## Hintergrund

### Produktionsgeschichte
Die Dreharbeiten wurden von zahlreichen Problemen begleitet. Vor allem Wettereinbrüche machten dem Projekt Schwierigkeiten und führten zu erheblichen Verzögerungen und Budgetüberschreitungen. Gerüchte um Auseinandersetzungen zwischen Hauptdarsteller Vin Diesel und Regisseur Kassovitz wurden jedoch offiziell dementiert. Berichte über ständige Eingriffe des Studios während der Dreharbeiten und heftige Kürzungen in der Postproduktion stammen vom Regisseur selbst, der sich in der Woche vor dem US-Start deutlich von der durch das Studio stark veränderten US-Fassung des Filmes distanzierte.

### Fassungen
Die vom Studio gekürzte US-Version ist 91 Minuten lang, wohingegen die Fassung für den europäischen Markt 101 Minuten umfasst. Gerüchte um insgesamt 70 weitere Filmminuten wurden offiziell dementiert. In der US-Version fehlen alle religions- und glaubenskritischen Dialoge, außerdem hat der Film ein Happy End. In der kürzeren, von Fox geschnittenen Filmfassung endet der Film damit, dass Toorop mit den beiden Zwillingen in einem neuen Zuhause inmitten paradiesischer Wälder lebt.

## Synchronisation
Die deutschsprachige Synchronisation entstand bei der Berliner Synchron, nach einem Dialogbuch und unter der Dialogregie von Björn Schalla.
| Rolle                | Schauspieler       | Synchronsprecher |
| -------------------- | ------------------ | ---------------- |
| Toorop               | Vin Diesel         | Martin Keßler    |
| Schwester Rebecca    | Michelle Yeoh      | Arianne Borbach  |
| Aurora               | Mélanie Thierry    | Loretta Stern    |
| Hohepriesterin       | Charlotte Rampling | Krista Posch     |
| Gorsky               | Gérard Depardieu   | Oleg Schmidt     |
| Darquandier          | Lambert Wilson     | Lutz Schnell     |
| Finn, der Schmuggler | Mark Strong        | Oliver Siebeck   |
| Dr. Newton           | Joel Kirby         | Udo Schenk       |

## Kritiken
Auf Rotten Tomatoes erhielt der Film lediglich 7 % aus über 105 ausgewerteten Rezensionen mit dem Fazit: „Ein schlecht konstruierter, enttäuschender Science-Fiction-Film mit einem schwachen Drehbuch und dürftigen Actionsequenzen.“ Bei Metacritic steht der Film auf einem Metascore von 26 (von 100) bei 15 Kritiken. In der Internet Movie Database besitzt der Film eine Wertung von 5,5 von 10 bei über 95.000 abgegebenen Stimmen.
Gernot Gricksch schrieb in TV Digital vom 5. September 2008, dass hier ausgerechnet die Franzosen Hollywood zeigen, wie ein gutes futuristisches Actionspektakel gedreht werde. Der Film habe trotz des etwas schwachen Finales mehr Power, Grips und Stil als viele der nach Schema F heruntergedrehten Filme der sogenannten Traumfabrik. Darsteller Vin Diesel sei noch nie so charismatisch wie hier gewesen.
Die Filmzeitschrift Cinema schrieb: „Vin Diesel beweist endlich wieder einmal schauspielerische Klasse und profiliert sich in der Rolle des Toorop als legitimer Nachfolger von ‚Klapperschlange‘ Kurt Russell. Noch dazu verfügt der Film über das bizarrste Darsteller-Ensemble der jüngeren Zeit: An Diesels Seite agieren Gérard Depardieu als Russen-Mafioso, Bond-Girl Michelle Yeoh und die aristokratische Britin Charlotte Rampling als Verkörperung des ultimativen Bösen. Nicht zu vergessen Top-Model Mélanie Thierry in der Rolle der sinnlich-schönen Aurora.“ Babylon A.D. sei „ein weiterer Beweis für die internationale Kassenstärke und Attraktivität des neuen französischen Films“. Cinemas Fazit lautete: „Lakonisch erzählte Action-Apokalypse mit rabenschwarzem Humor und Glatzkopf Vin Diesel in Top-Form.“
Laut dem Lexikon des internationalen Films sei Babylon A.D. ein „[s]orgfältig entwickelter Actionfilm […], der geradlinig die Vorgaben des Genres erfüllt, dabei aber an einer allzu eindimensionalen Handlung laboriert.“ „Reizvoll“ sei der Film „vor allem durch die Zeichnung starker Frauenfiguren und attraktive Nebenrollen“.